# Stadio Renzo Barbera
Lo stadio comunale Renzo Barbera, noto anche come stadio La Favorita, è un impianto sportivo italiano di Palermo. Sorge nel parco della Favorita, cui deve il nome con il quale fu noto fino al 2002, allorquando fu intitolato alla memoria di Renzo Barbera, ex presidente del Palermo negli anni 1970 − 1980.
Edificato nel 1931 su progetto razionalista dell'architetto Giovan Battista Santangelo, fu inaugurato il 24 gennaio 1932 come centro polisportivo. Fu sottoposto a una prima ristrutturazione nel 1948 e successivamente, tra il 1984 e il 1990, affrontò vari lavori di rinnovamento in vista del campionato del mondo 1990 tenutosi in Italia, del quale lo stadio ospitò un girone. La realizzazione dei lavori per i mondiali del '90 fu affidata alla Ponteggi Dalmine, l'intero progetto strutturale fu affidato e firmato dall'ingegner Nicola Troccoli, già strutturista dell'ufficio tecnico di Milano della Lodigiani. L'impianto ospita le partite calcistiche professioniste cittadine del Palermo Calcio fin dalla sua inaugurazione. 
Storicamente capace di ospitare circa 30000 e ad oltre 40000 posti a sedere dal 1990, dal 2010 ha capienza massima di 36365 persone.
Il suo primo appuntamento calcistico internazionale fu nel 1952, quando vi giocò la Nazionale di calcio italiana per la prima volta nell'incontro valido per la Coppa Internazionale; vi si svolsero gare del mondiale 1990, la finale della Supercoppa UEFA 1996 e, più recentemente, incontri ufficiali della nazionale di calcio femminile italiana.
Fuori dall'ambito sportivo e fin dagli anni settanta ospita eventi musicali con vari artisti nazionali e internazionali di rilievo; inoltre ricevette la visita di papa Giovanni Paolo II nel 1995.

## Storia

### Premessa
All'inizio del XX secolo, la prima squadra di calcio cittadina, il Palermo Foot-Ball Club, giocava in un terreno denominato Varvaro, dal nome dell'antico proprietario. Quest'ultimo era situato a poca distanza dalla via Libertà, nello spazio tra le vie Notarbartolo, Marchese Ugo e Piersanti Mattarella, precisamente dove oggi si trovano la Corte dei Conti di Palermo e le aree retrostanti, su un terreno appartenente alla famiglia Whitaker. Il campo, soprannominato U Pantanu (in lingua italiana il pantano) per la sua scarsa permeabilità, venne abbandonato quando, il 16 marzo 1914, il club si trasferì presso il nuovo Stadio Ranchibile, edificato nell'omonimo terreno. Il Ranchibile disponeva di porte regolamentari e pure di una piccola tribuna in legno, ma ben presto anche questo stadio si dimostrò inadeguato rispetto alle esigenze, crescenti, delle squadre palermitane.
Il rettangolo di gioco era situato in una delle aree di pertinenza di villa Ranchibile (dalla quale prendeva il nome), di proprietà della principessa Adele Monroy di Pandolfina e di suo marito, don Carmelo Samonà.

### Dalla costruzione al primo dopoguerra
Il nuovo stadio venne progettato nel 1931 dall'ingegnere Giovan Battista Santangelo ed edificato dalle ditte di Michele Utveggio e Michele Collura. L'impianto fu completato e inaugurato il 24 gennaio 1932, con in più la disputa di una partita ufficiale tra le mura amiche, quella del campionato di Serie B fra il Palermo e l'Atalanta, gara vinta dai padroni di casa per 5-1. Tutto questo preannunciò la prima storica promozione in Serie A, che sarebbe arrivata al termine della stagione.

La Curva Nord o Curva Mondello negli anni trenta, prima del completamento del 1948

Il primo nome dell'impianto fu "Littorio" ed era stato costruito in breve tempo dal regime fascista, intenzionato a sostituire l'oramai inadatto campo sportivo "Ranchibile". Ai bordi del campo era inizialmente presente una pista di atletica leggera, sulla quale venivano organizzate parecchie edizioni dei "Littoriali", mentre ancora non erano state completate le due curve, che rimasero composte da un muro, un terreno digradante e una recinzione metallica; lo stadio era quindi composto dai soli settori di tribuna coperta e gradinata, per una capienza di circa ventimila posti. All'epoca infatti gli spettatori, presenti sugli spalti laterali, non avevano posti a sedere: vi era solo un terreno digradante per permettere la visione del campo di gioco. Il "Littorio" fu ribattezzato il 27 giugno 1937 per essere intitolato a Michele Marrone (1906-1937), ex calciatore del Palermo e ufficiale dei Bersaglieri, deceduto durante la guerra civile spagnola, in seguito alle ferite riportate nella battaglia di Guadalajara. Lo stadio mantenne questa denominazione fino alla fine della seconda guerra mondiale.

Vista dello stadio dal Monte Pellegrino, nel 1952

In seguito, negli inizi del secondo dopoguerra, l'impianto prese la denominazione di Stadio La Favorita, dal nome della tenuta di Ferdinando I di Borbone all'interno della quale sorge; nel 1948 fu soggetto alla prima grande ristrutturazione: abolita la pista di atletica leggera, furono contemporaneamente costruite le due curve, come prevedeva il progetto originale. La capienza ufficiale passò a 41 595 spettatori, divisi in 30 000 tra le due curve, 8 000 in gradinata e 3 595 in tribuna.
Il 28 dicembre 1952 venne giocata la prima partita della Nazionale italiana a Palermo, che affrontò la Svizzera.

### Dal dopoguerra ai mondiali del 1990
Nel maggio del 1982, si sviluppò un incendio presso la curva sud dell'impianto che danneggiò parte della struttura, compromettendo l'agibilità del complesso: tale incendio venne volontariamente appiccato dai tifosi a causa di un risultato negativo avuto con la Reggiana. Il 2 giugno la Commissione Provinciale di Vigilanza dichiarò l'inagibilità dell'impianto e, per questo motivo, il 24 luglio Nino Mendolia, il questore, dovette richiedere, all'allora sindaco di Palermo Nello Martellucci e alla giunta comunale, l'immediato ripristino delle condizioni per l'imminente partita di Coppa Italia, che si sarebbe giocata il 18 agosto successivo. L'intervento di tamponamento venne effettuato tra l'agosto ed il settembre dello stesso anno.
Nel 1984 venne eseguita una seconda grande ristrutturazione, con la costruzione del secondo anello attorno alle curve e alla gradinata. La capienza, quindi, fu portata a poco meno di 50 000 spettatori: l'impianto registrò il tutto esaurito in una partita ufficiale solo nel big match del girone B della Serie C1 1984-1985, vinto contro il Messina. L'intervento ebbe un costo di circa 4 miliardi di lire messi a disposizione della Regione Siciliana. Nel novembre del 1986, inoltre, iniziarono i lavori per l'installazione delle attuali quattro torri faro.

Lo stadio nel 1987. Si notino il secondo anello, aggiunto nel 1984, e le quattro torri faro, montate nel 1986

Quando, sempre nel 1986, lo stadio venne scelto per ospitare un girone del campionato mondiale di calcio 1990, inizialmente si pensò alla costruzione di un nuovo impianto, ma alla fine, anche per contenere i costi, si decise, con il benestare del governo, per un potenziamento e ringiovanimento della struttura; tuttavia si registrò una grossa difficoltà nel reperimento dei fondi, necessari al restyling. Questo ritardo mise a rischio la scelta del comitato organizzatore, che minacciò di spostare l'evento in un'altra città. Venne comunque scelto il progetto di ristrutturazione stilato dall'architetto Giuliano Guiducci del 1987. Il 17 marzo 1988 la giunta cittadina, guidata dal sindaco Leoluca Orlando, approvò, con 46 voti favorevoli e uno contrario, una delibera di 25 miliardi di lire necessari per la ristrutturazione.
I lavori per i Mondiali di Italia '90 stravolsero per la terza volta l'impianto, poiché i lavori partirono dalle fondamenta fino ad arrivare al nuovo secondo anello, che sostituì il precedente. In quest'occasione venne ridotta la capienza dell'impianto a circa 37 000 posti a sedere (compresa la tribuna stampa), per rientrare nelle norme vigenti per la sicurezza e per l'agibilità degli impianti. La facciata centrale della struttura fu lasciata originale, poiché ritenuta «valido esempio di architettura coloniale». Nelle opere di restauro, cinque operai persero la vita in un crollo avvenuto il 30 agosto 1989: a coloro verrà poi dedicata una targa affissa a un muro all'interno della struttura. A venti anni di distanza, l'Unione Sportiva Città di Palermo ha voluto rendere omaggio ai caduti sul lavoro, con una nota sul proprio sito internet ufficiale.
L'inaugurazione del nuovo impianto, che il capo organizzatore dei Mondiali Hermann Neuberger definì «un piccolo gioiello», avvenne la sera del 30 maggio 1990, a pochi giorni dall'avvio dei Mondiali, in occasione della finale della Coppa Italia Serie C, partita persa ai rigori dal Palermo contro la Lucchese.

### Dagli anni 2000 all'attualità

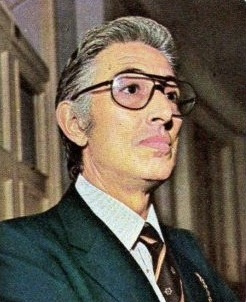
Renzo Barbera, l'ex presidente del Palermo a cui è stato intitolato lo stadio

Dall'avvento alla presidenza di Maurizio Zamparini, avvenuto il 21 luglio 2002, la nuova dirigenza del Palermo Calcio ha lavorato per la progettazione e costruzione di un nuovo stadio interamente di proprietà della società, ricalcando le idee nate nel 1982, sotto la presidenza di Roberto Parisi, che aveva intenzione di costruire un impianto moderno cedendo lo stadio della Favorita al calcio minore. Nel mentre, il 18 settembre 2002, lo stadio è stato intitolato a Renzo Barbera, deceduto nelle prime ore del 19 maggio dello stesso anno, presidente del Palermo nel decennio 1970-1980.
Nel 2005, in vista della prima partecipazione in Coppa UEFA del Palermo, lo stadio ha avuto una sostanziale rivisitazione: è stato infatti creato un nuovo settore ospiti di circa 2 500 posti tra la Tribuna Montepellegrino e la Curva Sud, protetto da alte reti e pareti in vetro antintrusione e soprannominato generalmente "la gabbia".
Nel 2006 sono stati eseguiti nuovi lavori di ammodernamento, in seguito alle installazioni dei tornelli agli ingressi, imposta dalla legge Pisanu: grazie ad una lungimirante visione, il "Renzo Barbera" fu il primo stadio a norma.
In contemporanea negli anni successivi il progetto di un nuovo stadio è stato fortemente voluto dal presidente Zamparini ed è stato più volte discusso nei primi anni del suo periodo. I primi rendering sono stati presentati alla stampa alla fine del 2009, anticipando di poco il primo parere positivo ufficiale da parte del comune di Palermo, emesso il successivo 15 gennaio 2010. Il progetto, in quel caso, fu affidato all'architetto Gino Zavanella che ha successivamente pubblicato lo stesso sul suo sito ufficiale. Il nuovo stadio avrebbe permesso l'eliminazione del secondo anello del Renzo Barbera, riducendo così la capienza ed i costi di gestione per il comune e per le società sportive utilizzatrici dell'impianto.
Per la stagione 2010-2011, lo stadio è stato classificato dalla UEFA come impianto di terza classe, in un massimo di quattro livelli, classificandosi anche ottavo per capienza in Italia e novantaduesimo in Europa. A partire dal luglio del 2010, si è provveduto alla sostituzione di tutti i seggiolini delle curve dello stadio e all'introduzione di due maxischermi; secondo le disposizioni della UEFA, infatti, i nuovi seggiolini avrebbero dovuto essere tutti provvisti di schienale e la partecipazione del Palermo all'Europa League ha imposto dunque di adeguarsi alle direttive nel più breve tempo possibile.
Nel 2019 in seguito al fallimento dell'Unione Sportiva Città di Palermo, il progetto dello stadio nuovo è stato definitivamente abbandonato, con il nuovo presidente Dario Mirri che ha dichiarato le sue intenzioni di iniziare un'opera di manutenzione della struttura attuale. Infatti nei primi mesi del 2022, in vista dello spareggio per il campionato del mondo 2022 contro la Macedonia del Nord, lo stadio è stato soggetto di un restyling e, a partire dal gennaio dello stesso anno, si è provveduto alla ristrutturazione degli spogliatoi, all'installazione di nuovi "Sky box", alla sistemazione della copertura della "Tribuna Centrale" e alla sostituzione dei vecchi maxischermi con dei nuovi ledwall, per un totale di 200 mila euro.

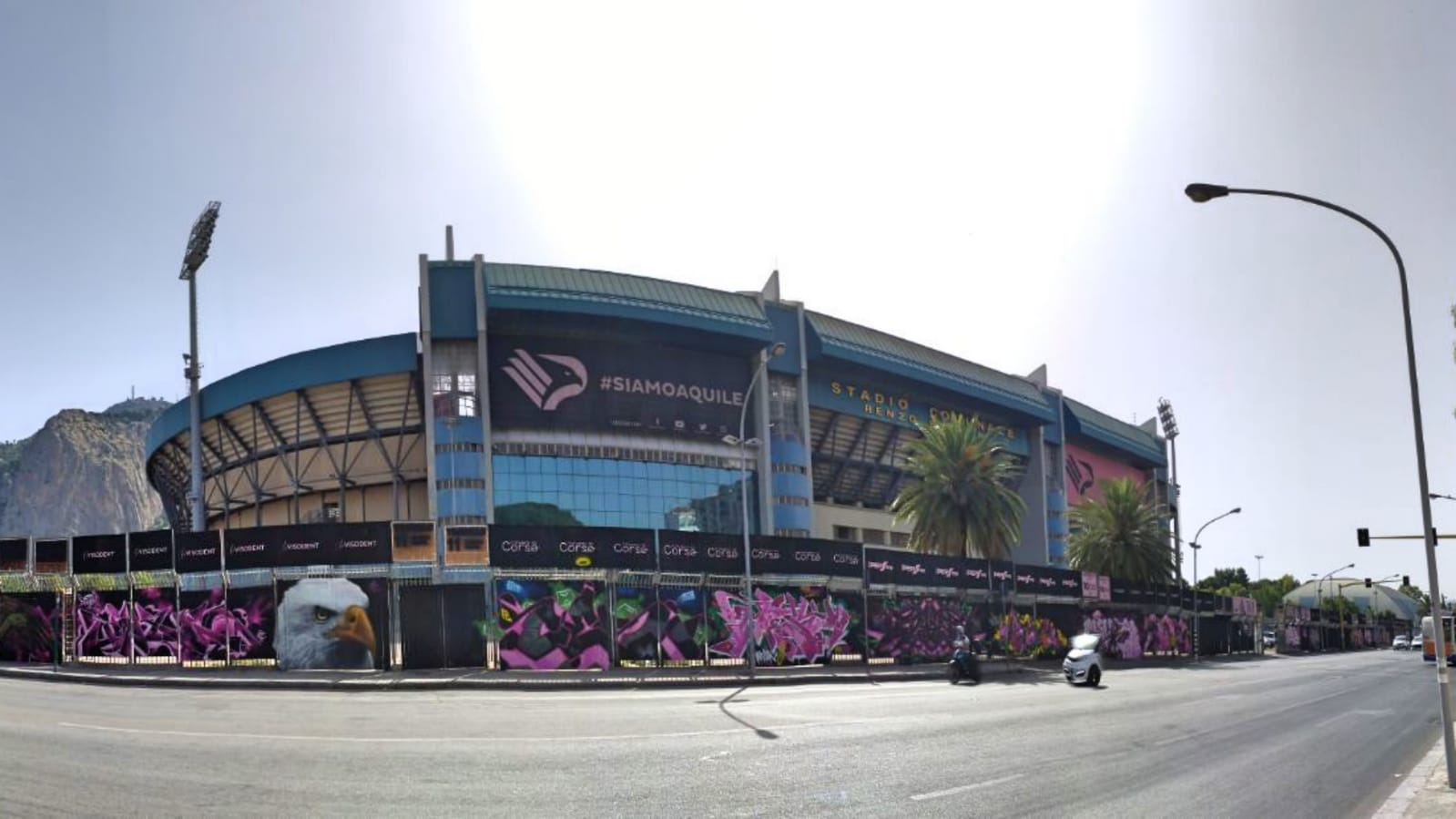
Esterno del Barbera nel 2022

Nel giugno dello stesso anno, come parte della prima edizione del FestiGRAFF, organizzato dal Palermo come evento del Palermo Festival, la cancellata di 400 m che racchiude lo stadio, fatta originariamente solo in ferro e poi, negli anni 2000, anche in plexiglas, è stata soggetto del lavoro di numerosi street artist da tutto il mondo, che hanno realizzato diversi graffiti. Diversi giorni dopo la fine del festival i graffiti hanno subito degli atti vandalici, motivo per cui la società rosanero ha organizzato un evento per la cancellazione delle scritte vandaliche, presiedute dagli street artist Giulio Rosk e Luca D'Agostino assieme ai tifosi.
Alla morte del calciatore Salvatore Schillaci, avvenuta il 18 settembre 2024, l'impianto ha ospitato per due giorni la camera ardente del capocannoniere di Italia 90, con migliaia di persone accorse per dare l'ultimo saluto al calciatore palermitano.

## Specifiche dell'impianto

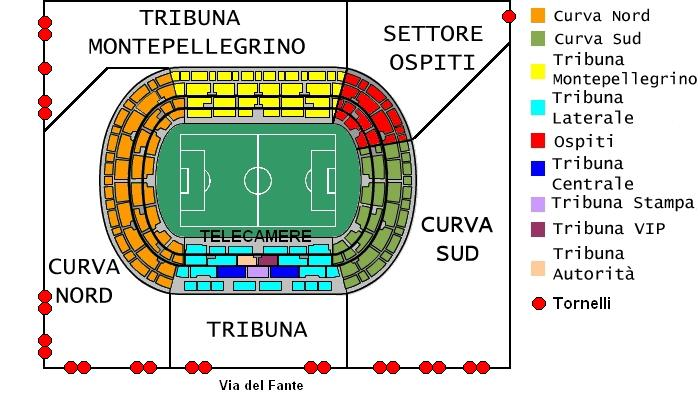
Pianta dello stadio

### I settori

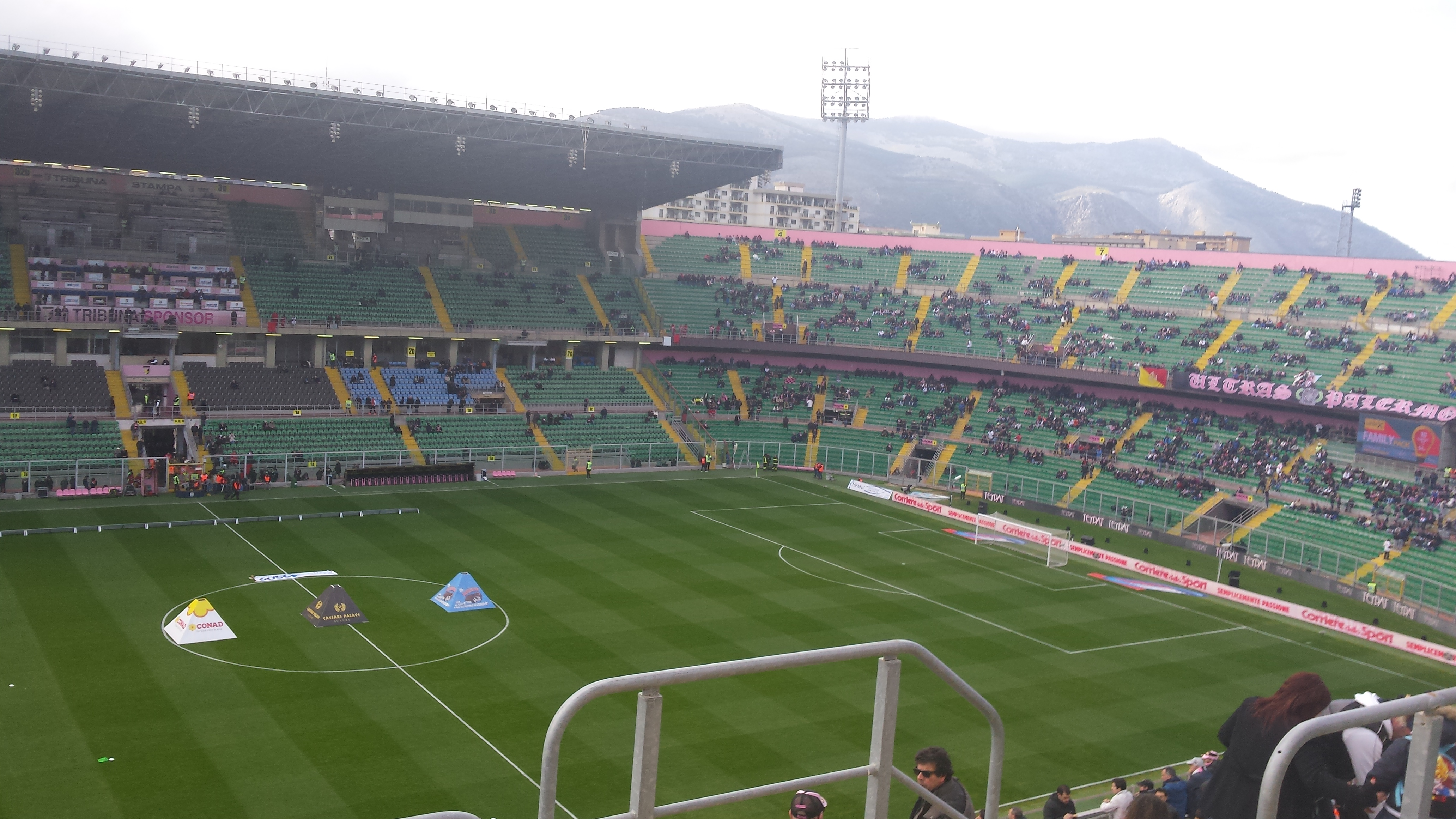
Lo stadio dalla Tribuna Montepellegrino. Notasi una parte dei monti di Palermo sullo sfondo

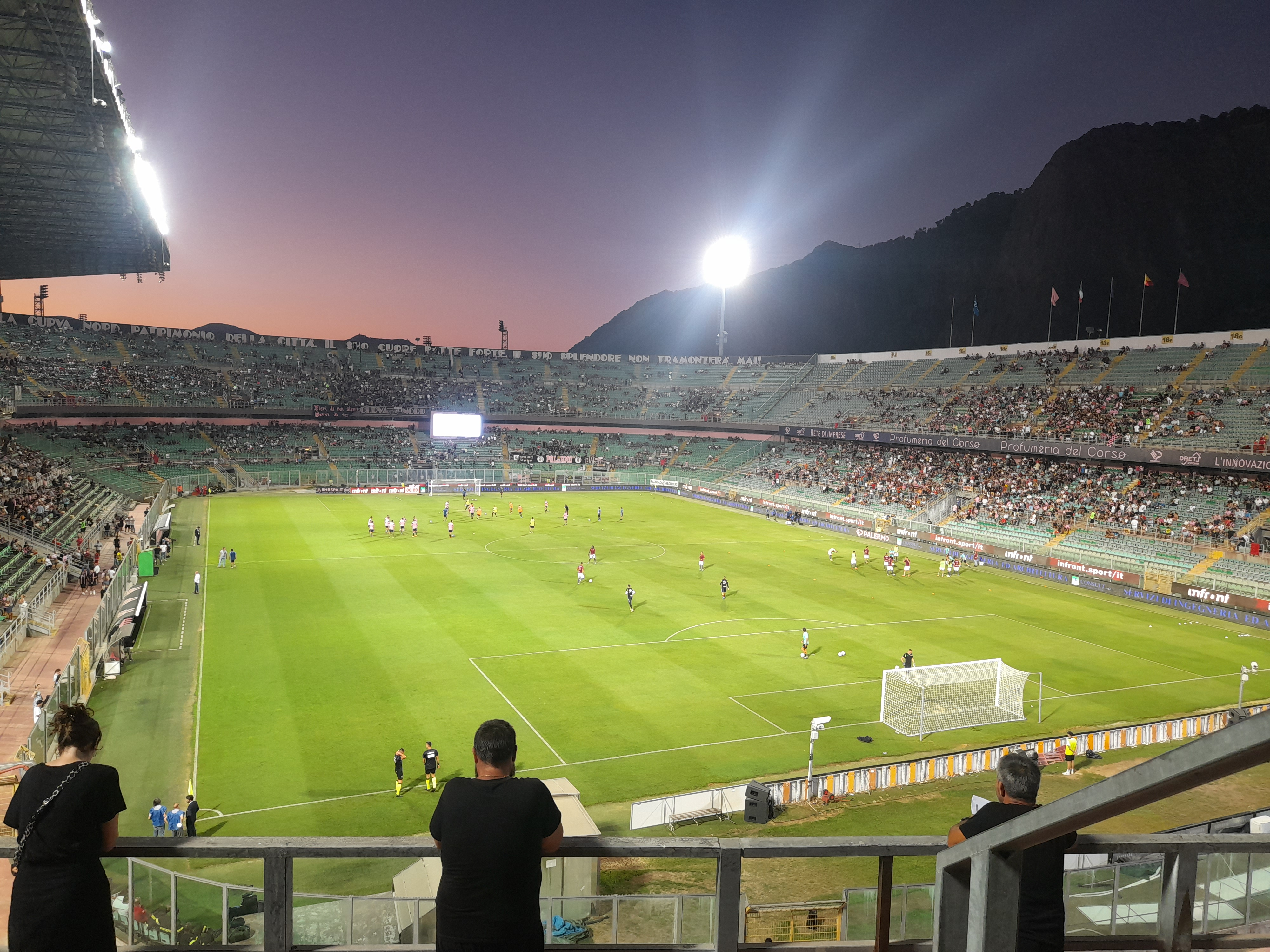
La Favorita è contornata dal monte Pellegrino, visibile dietro la gradinata

- Curva Nord: settore in cui si trovano la maggior parte delle tifoserie organizzate della provincia, in passato veniva anche chiamata Curva Mondello;[22]
- Curva Sud: anche in questo settore si trovano tifoserie organizzate ed è presente la cosiddetta gabbia riservata ai tifosi ospiti;
- Tribuna coperta: unico settore coperto dello stadio; lato in cui sono poste la maggior parte delle telecamere, in questo settore sono allocate anche la Tribuna Stampa, l'area sponsor e la Tribuna VIP;
- Tribuna Montepellegrino: meglio nota come Gradinata,[53][54] è speculare alla Tribuna coperta ma senza la copertura.

### Numero di posti per settore
Al 2018:
- Tribuna Coperta Superiore: 2 911
- Tribuna Coperta Inferiore: 2 376
- Posti Tribuna Autorità: 191
- Posti Tribuna Sostenitori: 184
- Posti Tribuna Stampa: 102
- Posti Tribuna Palchi Sponsor: 96
- Posti per disabili: 90
- Tribuna Monte Pellegrino Superiore: 4 726
- Tribuna Monte Pellegrino Inferiore: 3 779
- Curva Nord Superiore: 6 345
- Curva Nord Inferiore: 4 817
- Curva Sud Superiore: 6 205 (di cui 1 308 settore ospiti)
- Curva Sud Inferiore: 4 543 (di cui 925 settore ospiti)

Totale posti: 36 365

## Architettura

### Ubicazione
Esteso su un'area di circa 15000 m² compresa tra il viale del Fante, il piazzale Enrico La Loggia e l'Ippodromo della Favorita, lo stadio comunale "Renzo Barbera" rappresenta lo sfondo monumentale di Viale Alcide De Gasperi, costituito da torri ufficio e residenziali per la sua interezza, torri realizzate tra la fine degli anni settanta e l'inizio degli anni ottanta. Rappresenta il primo ed il principale episodio di una serie di attrezzature sportive a servizio della città, alcune delle quali edificate, come lo stadio, durante il periodo fascista; tra le altre strutture si trovano lo Stadio delle Palme, la piscina olimpionica comunale, il già citato ippodromo e il Circolo del Tennis (meglio noto come TC1), che sorgono nelle immediate vicinanze e che costituiscono il principale "polo" sportivo palermitano. In occasione dei Mondiali di calcio del 1990, accanto agli interventi di riordinamento estetico-funzionale dello stadio, grande attenzione è stata rivolta alla sistemazione delle zone interne limitrofe per quanto riguarda l'arredo urbano, la viabilità e il verde pubblico. Infatti, è stata creata la piazza Alcide De Gasperi (piazza che a partire dal 22 marzo 2007 ha assunto il nome di piazza Giovanni Paolo II, composta da una grande rotatoria), sono stati creati due ampi parcheggi pubblici ed è stata creata la via Croce Rossa, come naturale proseguimento del viale della Libertà che, fino a quel momento, terminava presso la Piazza Vittorio Veneto.

### Esterno

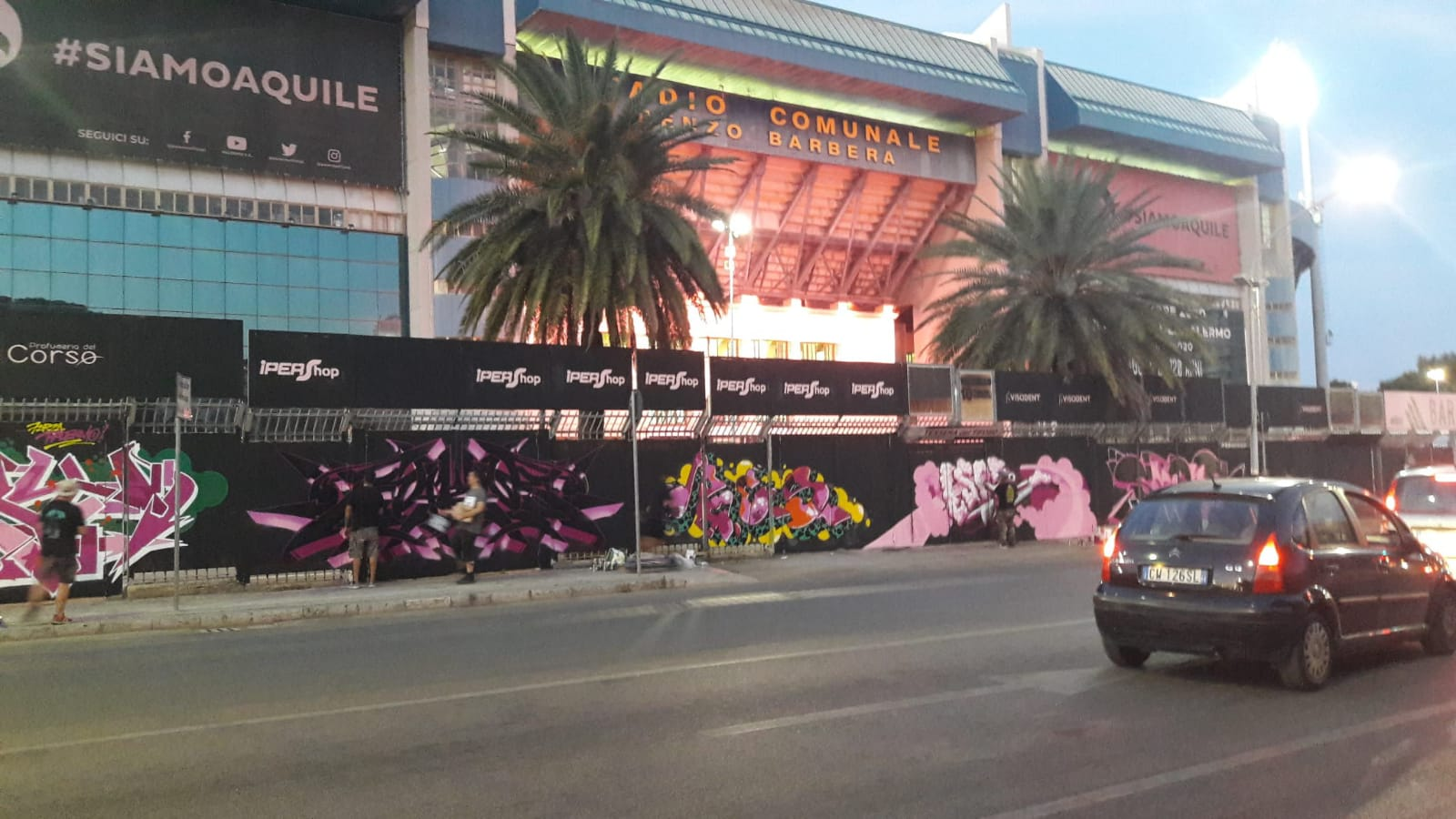
Lo stadio da Viale del Fante

L'ingresso principale è costituito da un corpo di fabbrica centrale di piccole dimensioni con prospetto a tre arcate, unico superstite dell'edificio originale in stile razionalista del 1932, opera dell'ingegner Giovan Battista Santangelo. Originariamente questo prospetto aveva il compito di ingresso monumentale al corpo di fabbrica principale, di dimensioni superiori, che si trovava dietro di esso e del quale era possibile vedere le soli ali. Su di esse si trovavano altri due ingressi a fornici, uno per lato.
L'intera struttura principale venne abbattuta nel 1988. Ai lati di questo edificio adesso sono presenti due corpi di fabbrica edificati durante la ricostruzione in occasione dei Mondiali del 1990, e i due corpi laterali mostrano una facciata a specchio. I tre corpi di fabbrica sono delimitati dalle quattro torri scale a servizio della tribuna coperta e degli uffici posti all'interno dei tre corpi di fabbrica. Le torri scale fungono anche da colonne portanti per la copertura della tribuna.
Le curve e la tribuna Monte Pellegrino (gradinata) mostrano travi di acciaio incrociate a vista per tutta la loro estensione seguendo uno schema a forma di Y, queste travi fungono da colonne portanti per la parte superiore del secondo anello che sporge di alcuni metri rispetto alla pianta dello stadio stesso. Sempre all'esterno è possibile vedere le quattro torri faro che illuminano il campo e che sono poste ai quattro vertici dell'impianto.

### Interno

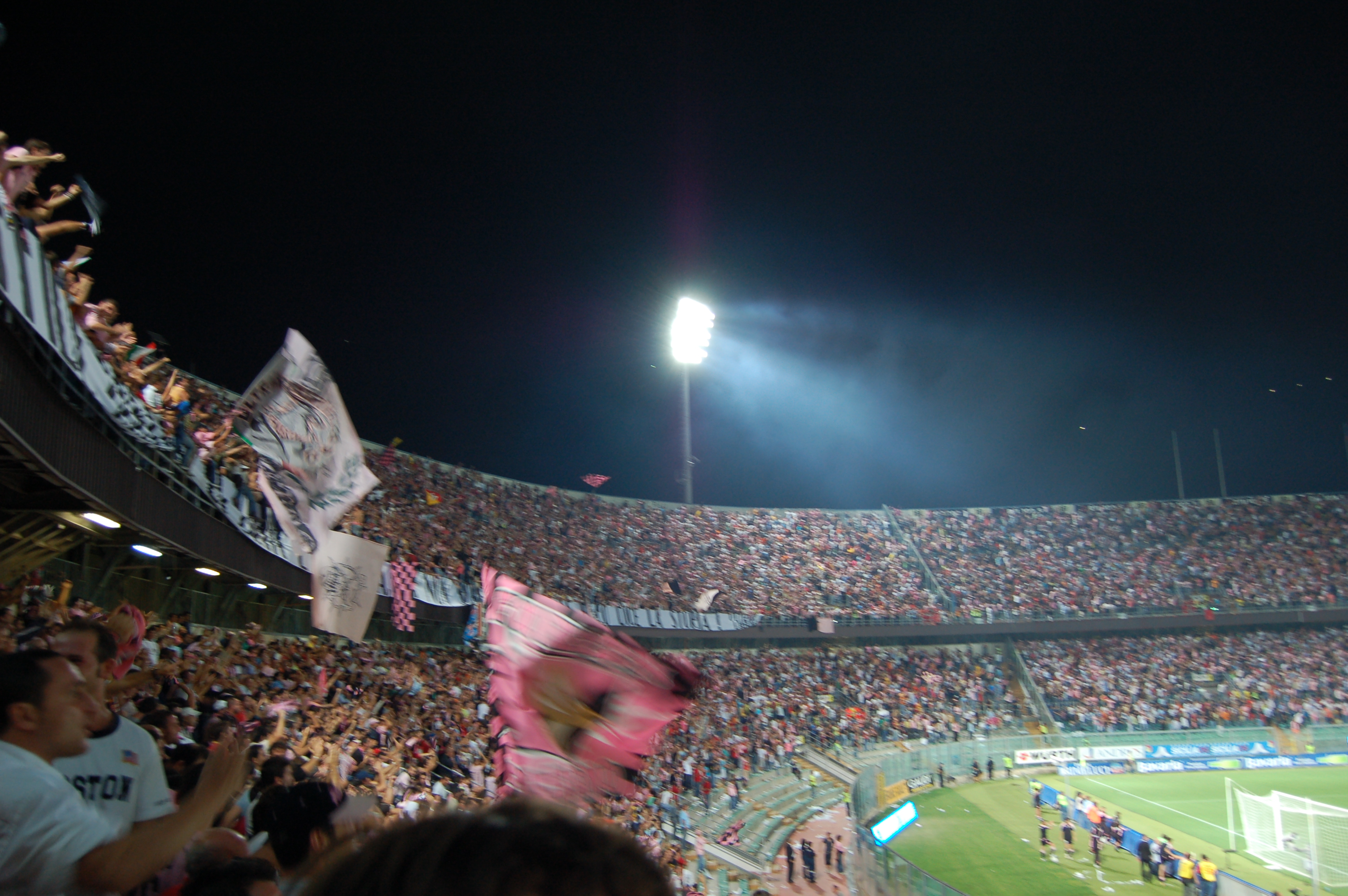
Lato curva nord inferiore, un momento di una partita di Serie A del Palermo nel 2006

All'interno, lo stadio presenta una planimetria simmetrica a forma semi-ovale risultante da due elementi rettilinei affrontati, raccordati da due curve perfettamente circolari. Sono presenti due anelli, uno inferiore ed uno superiore. Gli anelli sono divisi orizzontalmente in due parti alla metà della loro estensione. Sopra la tribuna è presente una copertura in travi d'acciaio. Tutti i settori dello stadio sono dotati di seggiolini verdi con schienale. La tettoia della tribuna, costituita da sottili travi in acciaio, è sostenuta da quattro torri in cemento armato, all'interno delle quali sono presenti le rampe delle scale che conducono all'anello superiore e per gli uffici. Al centro di entrambe le due curve sono presenti due maxischermi a colori.

### Evoluzione storico-architettonica
Lo stadio ha subito sei grandi cambiamenti architettonici:

Parte dell'ingresso dello stadio nel 1956. Il corpo basso in primo piano, comprensivo dei tre archi, è quello salvato dalla sovrintendenza dei beni culturali durante i lavori degli anni ottanta

- 1932:[37] il primo stadio inaugurato era composto da un campo centrale in erba ed una pista d'atletica a bordo campo. Il pubblico era sistemato in tribuna coperta, dove trovavano posto soprattutto le autorità, ed in gradinata, situata di fronte alla tribuna. Le due curve non avevano posti a sedere ed erano composte da un terreno digradante verso il campo; dietro di esse vi era un muro, in modo da separarle dall'esterno. Sia la tribuna che la gradinata si trovavano a un livello di un paio di metri sopraelevato rispetto al terreno di gioco. Tutto il pubblico era separato dal campo tramite rete metallica. All'epoca era uno degli stadi più moderni d'Italia.[25]
- 1948:[37] lo stadio viene completamente rivoluzionato: scompare infatti la pista d'atletica e vengono allungate tribuna e gradinata fino ai limiti del campo, in modo da far scomparire il dislivello tra la base delle stesse e il campo di gioco. Altra modifica sostanziale è la costruzione delle vere curve, con tanto di posti a sedere: in virtù di questo cambiamento lo stadio amplia la sua capienza per un totale di 40 600 posti (tra posti a sedere ed in piedi).[25]
- 1984:[37] la seconda grande ristrutturazione dell'impianto. Viene costruito il secondo anello attorno alle curve e alla gradinata mentre la tribuna rimane invariata per mantenere la copertura di cui era provvista. Vi è un netto aumento della capienza che, grazie anche alla presenza dei posti in piedi, sale fino a quasi 50 000 spettatori. Vengono inserite ai quattro angoli della struttura altrettante torri faro per le partite in notturna.

I lavori di rifacimento dello stadio nel giugno del 1988

- 1988-1989:[37] ultima modifica sostanziale, in prospettiva del Mondiale di Italia '90. Viene completamente ricostruito buona parte dell'impianto, il secondo anello viene abbattuto e ricostruito delle stesse dimensioni dell'anello inferiore; i due anelli vengono inoltre separati a metà da una ringhiera e da un camminatoio, utile per lo spostamento tra i settori. Tra le migliorie si hanno la nuova copertura per la tribuna, le postazioni per la stampa e le autorità e l'inserimento tra i due anelli delle curve di schermi orizzontali monocromatici, che resteranno attivi per una decina di anni. In virtù delle nuove leggi sulla sicurezza scompaiono i posti in piedi e di conseguenza i posti diminuiscono e diventano 36 422 – nonostante in un primo momento si fosse pensato ad un ampliamento dello stadio fino a poter ospitare circa 42 000 spettatori.[66] Nonostante i grossi cambiamenti estetici, la sovrintendenza dei beni culturali impone che la storica facciata costruita negli anni trenta rimanga intatta.[15] L'importo per il restyling, preventivato inizialmente in 25 miliardi di lire, lievita fino a raggiungere i 42 miliardi.[1]
- 2004-2006: ancora modifiche allo stadio per la partecipazione alle coppe europee. Viene creato un settore ospiti completamente chiuso (detto gabbia),[67] viene creato un tunnel coperto per i tifosi ospiti e rifatte le torri faro con 87 punti luce.[68] Inoltre vengono inseriti i tornelli all'ingresso in virtù della legge Pisanu, risultando uno dei primi impianti ad essere a norma.[69] La capienza passa a 36 822 posti.[68]
- 2010: durante l'estate vengono installati seggiolini con spalliere in tutti i settori, per rispettare le disposizioni UEFA per partecipare all'Europa League.[65] Inoltre vengono inseriti due maxischermi presso le curve, nei punti in cui in precedenza erano presenti gli schermi orizzontali monocromatici,[70] diminuendo il totale dei posti a sedere a 36 349.[71] Il 9 agosto 2010 viene raggiunto un accordo fra il sindaco Diego Cammarata e la ditta AMG Energia per il miglioramento dell'illuminazione sia del campo (con nuovi proiettori) che del piazzale antistante allo stadio.[72]

## Trasporti
L'impianto è raggiungibile attraverso:
- Autobus urbani: a poche decine di metri dagli ingressi dello stadio, di fronte ai tornelli della curva sud, sono presenti le due fermate "Stadio" e "Del Fante-Cassarà", che fungono da capolinea e/o fermata di passaggio:

-  101 - Stadio/Stazione Centrale

-  107 - Del Fante-Cassarà/Stazione Centrale-Balsamo

-  616 - Del Fante-Cassarà/Sferracavallo-Barcarello

-  645 - Del Fante-Cassarà/Partanna-Mondello

Tuttavia, in occasione delle gare interne del Palermo gli autobus da e per il centro della città fanno capolinea in Viale Campania, mentre quelli da e per la zona nord della città fanno capolinea in Via De Gasperi.
- Stazione di Palermo De Gasperi del Passante ferroviario di Palermo.
- Metroferrovia: in occasione dei mondiali di Italia 1990 è stata costruita la stazione Imperatore Federico-Stadio dell'anello ferroviario di Palermo, meglio noto come Linea B della metropolitana di Palermo.[78] La stazione si trova a circa un chilometro dagli ingressi dello stadio. L'apertura della Linea B nei soli giorni feriali dalle 6:37 alle 21:09[79] limita fortemente l'uso del mezzo ferroviario in occasione degli incontri casalinghi del Palermo.

## Partite internazionali

### Nazionale di calcio italiana
In novant'anni di storia, lo stadio comunale di Palermo ha ospitato non solo le gare interne delle varie competizioni nazionali ed internazionali disputate dal Palermo, ma anche incontri della Nazionale di calcio dell'Italia, che, non avendo uno stadio nazionale fisso, ha giocato varie volte nel capoluogo siciliano. Gli Azzurri sono stati impegnati al comunale di Palermo in alcune occasioni a partire dal 28 dicembre 1952, quando vi giocarono per la prima volta nell'incontro valido per la Coppa Internazionale, battendo per 2-0 la Svizzera.
| Data              | In casa | Risultato | Ospiti             | Competizione                               |
| ----------------- | ------- | --------- | ------------------ | ------------------------------------------ |
| 28 dicembre 1952  | Italia  | 2 - 0     | Svizzera           | Coppa Internazionale                       |
| 26 settembre 1990 | Italia  | 1 - 0     | Paesi Bassi        | Amichevole                                 |
| 24 marzo 1993     | Italia  | 6 - 1     | Malta              | Qualificazioni al campionato mondiale 1994 |
| 16 novembre 1994  | Italia  | 1 - 2     | Croazia            | Qualificazioni al campionato europeo 1996  |
| 22 gennaio 1997   | Italia  | 2 - 0     | Irlanda del Nord   | Amichevole                                 |
| 23 febbraio 2000  | Italia  | 1 - 0     | Svezia             | Amichevole                                 |
| 29 marzo 2003     | Italia  | 2 - 0     | Finlandia          | Qualificazioni al campionato europeo 2004  |
| 18 febbraio 2004  | Italia  | 2 - 2     | Rep. Ceca          | Amichevole                                 |
| 4 settembre 2004  | Italia  | 2 - 1     | Norvegia           | Qualificazioni al campionato mondiale 2006 |
| 8 ottobre 2005    | Italia  | 1 - 0     | Slovenia           | Qualificazioni al campionato mondiale 2006 |
| 6 settembre 2013  | Italia  | 1 - 0     | Bulgaria           | Qualificazioni al campionato mondiale 2014 |
| 10 ottobre 2014   | Italia  | 2 - 1     | Azerbaigian        | Qualificazioni al campionato europeo 2016  |
| 6 settembre 2015  | Italia  | 1 - 0     | Bulgaria           | Qualificazioni al campionato europeo 2016  |
| 24 marzo 2017     | Italia  | 2 - 0     | Albania            | Qualificazioni al campionato mondiale 2018 |
| 18 novembre 2019  | Italia  | 9 - 1     | Armenia            | Qualificazioni al campionato europeo 2020  |
| 24 marzo 2022     | Italia  | 0 - 1     | Macedonia del Nord | Qualificazioni al campionato mondiale 2022 |

### Nazionale di calcio femminile italiana

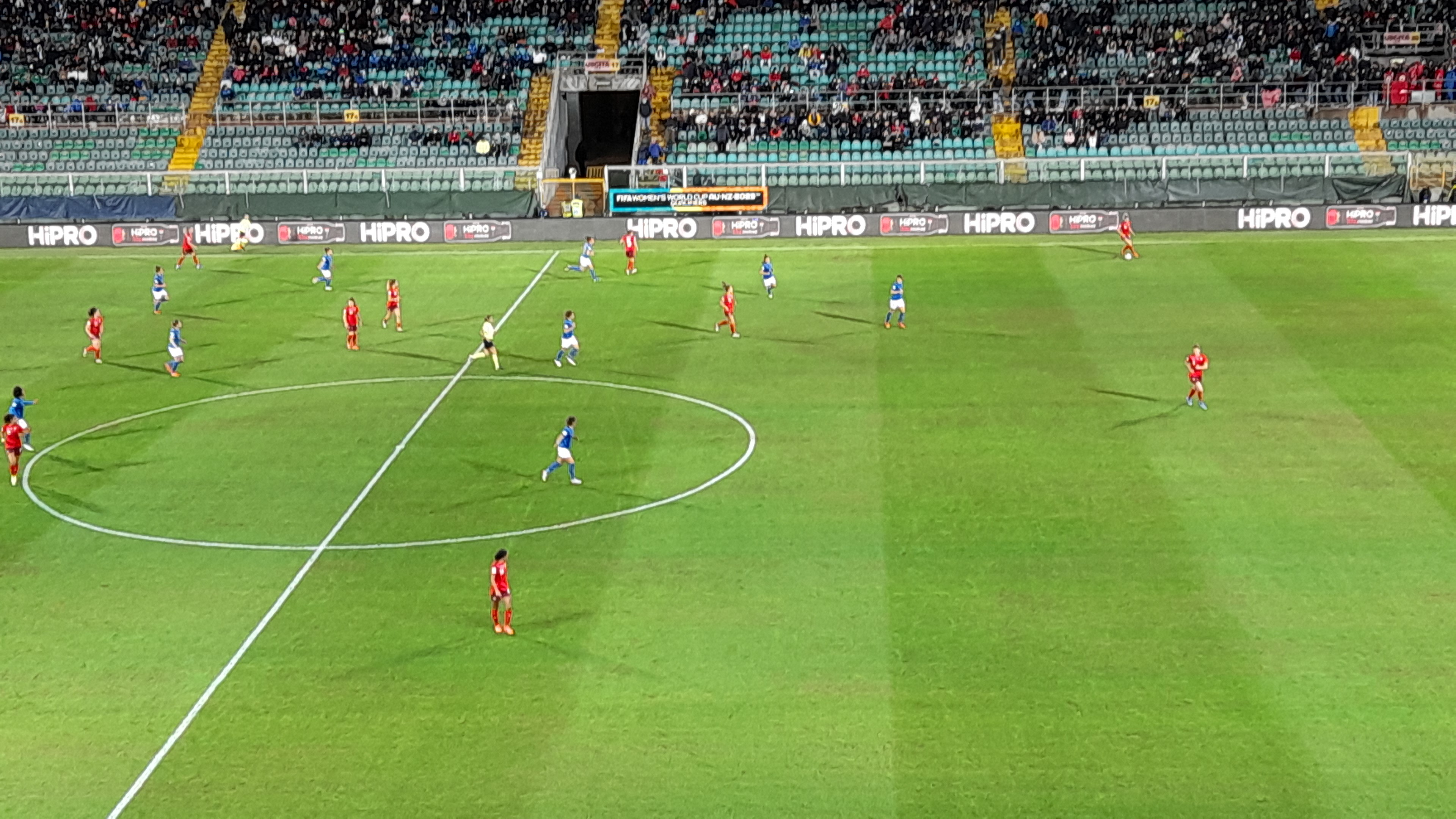
Frazione di gioco della gara giocata tra la nazionale italiana e quella svizzera nel novembre 2021

La Nazionale di calcio femminile dell'Italia ha giocato al Renzo Barbera tre incontri ufficiali.
| Data             | In casa | Risultato | Ospiti               | Competizione                               |
| ---------------- | ------- | --------- | -------------------- | ------------------------------------------ |
| 18 ottobre 2000  | Italia  | 3 - 0     | Portogallo           | Qualificazioni al campionato europeo 2001  |
| 8 ottobre 2019   | Italia  | 2 - 0     | Bosnia ed Erzegovina | Qualificazioni al campionato europeo 2022  |
| 26 novembre 2021 | Italia  | 1 - 2     | Svizzera             | Qualificazioni al campionato mondiale 2023 |

### Altre nazionali
| Data           | Squadra 1   | Risultato | Squadra 2   | Competizione                              |
| -------------- | ----------- | --------- | ----------- | ----------------------------------------- |
| 12 giugno 1990 | Paesi Bassi | 1 - 1     | Egitto      | Campionato mondiale 1990                  |
| 17 giugno 1990 | Irlanda     | 0 - 0     | Egitto      | Campionato mondiale 1990                  |
| 21 giugno 1990 | Irlanda     | 1 - 1     | Paesi Bassi | Campionato mondiale 1990                  |
| 2 aprile 2003  | Israele     | 1 - 2     | Francia     | Qualificazioni al campionato europeo 2004 |
| 30 aprile 2003 | Israele     | 2 - 0     | Cipro       | Qualificazioni al campionato europeo 2004 |

### Competizioni per club

La celebra sul campo della Favorita la vittoria della Supercoppa UEFA 1996

La gara di andata della Supercoppa UEFA 1996 si disputò al Parco dei Principi di Parigi, vedendo la vittoria della Juventus per 6-1 sul Paris Saint-Germain. La sfida di ritorno si tenne a Palermo, poiché la Juventus, oramai verosimilmente vincitrice del confronto dopo la larga vittoria dell'andata, volle regalare alla Sicilia un incontro di alto livello per via della nota consistente presenza di tifosi juventini nell'isola. Secondo la UEFA assistettero alla partita, terminata alla fine sul punteggio di 3-1, circa 35 000 spettatori.
| Data            | Squadra 1 | Risultato | Squadra 2           | Competizione                           |
| --------------- | --------- | --------- | ------------------- | -------------------------------------- |
| 5 febbraio 1997 | Juventus  | 3 - 1     | Paris Saint-Germain | Finale di ritorno Supercoppa UEFA 1996 |

## Evoluzione del nome
| Periodo              | Nome                                                                  |
| -------------------- | --------------------------------------------------------------------- |
| 1932 - 1937          | Stadio del Littorio                                                   |
| 1937 - 1945          | Michele Marrone (dal militare fascista ucciso nella guerra di Spagna) |
| 1945 - anni sessanta | Stadio Comunale                                                       |
| anni sessanta - 2002 | La Favorita (dal Parco della Favorita)                                |
| dal 2002             | Renzo Barbera (dal presidente della squadra negli anni settanta)      |

## Aree e strutture correlate

### Palermo Museum

Il logo del museo presentato il 1º ottobre 2020.

All'interno della sezione frontale dello stadio è presente il museo del club, ideato dal coordinatore scientifico Giovanni Tarantino, attualmente Museum manager del Palermo Fc, inaugurato il 1º novembre 2020 in ricorrenza del 120º anniversario di fondazione istituzionale del club rosanero.
All'interno del museo, il cui progetto originario è stato realizzato dallo studio architettonico Mazzarrella, sono presenti cimeli degli ex calciatori del Palermo, installazioni ed esperienze interattive, una riproduzione in 3D dello stadio, una luminaria con lo stemma del club e un’area speciale dedicata alla Hall of fame rosanero: una selezione degli undici giocatori più un allenatore più rappresentativi della storia del Palermo, giudicati tramite sondaggio dai tifosi.

## Record
- Record di presenze per un evento sportivo: 35 872 spettatori, fatto registrare il 9 maggio 2010 nella partita Palermo-Sampdoria (1-1), Serie A 2009-2010.[112]
- Record di incasso per un evento sportivo: 1 096 879 euro, fatto registrare il 20 marzo 2010 nella partita Palermo-Inter (1-1), Serie A 2009-2010.[112]
- Record di presenze per un evento musicale: 40 000 spettatori, fatto registrare il 13 agosto 1998 durante un concerto di Claudio Baglioni.[113]